# Sérgio Lipari Pinto

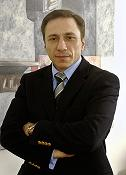
Sérgio Lipari Pinto

Sérgio Lipari Garcia Pinto (Moçambique, 27 de junho de 1962), é um advogado e político português. Estudou e licenciou-se em Direito, pela Faculdade de Direito da Universidade de Lisboa entre 1981 e 1986. Em 1994 graduou-se com Pós-Graduação em Administração Pública/Vertente Relações Económicas Internacionais na Universidade de Macau/INA. Tem dois filhos.[carece de fontes?]
Passou por Macau, onde de 1987 a 1994 foi Técnico Superior dos Serviços da Administração Pública de Macau, sendo em simultâneo Formador no Instituto Politécnico de Macau. De 1993 a 1994 foi Coordenador da Consulta Jurídica do Território de Macau.
De Março de 2002 a Outubro de 2005 foi Director Geral da GEBALIS - Gestão dos Bairros Municipais de Lisboa, E. M.
De Janeiro de 2002 a Outubro de 2005 foi Presidente da Junta de Freguesia de São Domingos de Benfica em Lisboa.
De Novembro de 2005 a Maio de 2007 foi Vereador da Câmara Municipal de Lisboa, com os pelouros da Acção Social, Educação e Criança. Recebe a pasta da Habitação Social em Dezembro de 2006. Como vereador da Câmara Municipal de Lisboa, viu-se envolvido em polémica relacionada com a gestão da empresa municipal GEBALIS.
Foi deputado à Assembleia da República pelo círculo de Lisboa nas listas do P.S.D. em 2005 (X.ª Legislatura).
É o actual presidente da Secção A do PSD/Lisboa, sendo esta a maior Secção do Partido Social Democrata. Cumulativamente é Vice-Presidente da Comissão Política Distrital de Lisboa do PSD. Em Março de 2011, foi eleito com 75% dos votos como Presidente da 1ª Concelhia de Lisboa do PSD.[carece de fontes?]